# Уотсон, Кенни (футболист)
Кеннет Уотсон (англ. Kenneth Watson; род. 5 января 1956, Абердин) — шотландский футболист, полузащитник.

## Карьера

### Клубная карьера
Во взрослом футболе дебютировал в 1973 году в клубе «Монтроз», за который играл на протяжении следующих двух сезонов.
В 1975 году перешёл в «Рейнджерс», где отыграл следующие пять сезонов. Его первый выход на поле состоялся 18 октября 1976 года в матче Кубка шотландской лиги. Свой первый гол в составе команды Уотсон забил 30 октября того же года в ворота клуба «Партик Тисл».
В 1980 году присоединился к клубу «Партик Тисл», где провёл последние девять сезонов своей игровой карьеры. В составе команды принял участие в 254 матчах, забив 47 голов. Завершил карьеру футболиста в 1989 году.

### Карьера в молодёжной сборной
В 1977 году дебютировал в официальных матчах в составе сборной Шотландии до 21 года. В общей сложности на молодёжном уровне представлял Шотландию два раза, не забив ни одного года.